# Elsa Nilsson (konstnär)
Elsa Hedvig Sofia Nilsson, född 3 september 1880 i Båstad, död 30 april 1929 i Gustav Vasa församling, Stockholm, var en svensk målare och tecknare.
Hon var dotter till regementsläkaren Emil Nilsson och Hedvig Odéen. Nilsson studerade konst för Aron Gerle, Carl Wilhelmson och Kristian Zahrtmann. Hon ställde aldrig ut separat men hon medverkade några gånger i samlingsutställningar arrangerade av Sveriges allmänna konstförening och Föreningen Svenska Konstnärinnor. Hon var under många år förbisedd som konstnär och var vid sin död så gott som okänd. Hennes väninna Inez Leander arrangerade en minnesutställning med hennes konst på Konstnärshuset 1931 och på Samlaren 1945. Hennes konst består av stilleben, figursaker, landskap och porträtt. Nilsson är representerad vid Ystads konstmuseum, Helsingborgs museum, Nationalmuseum i Stockholm, Norrköpings konstmuseum  och med ett porträtt av Karin Boye vid Svenska Statens porträttsamling på Gripsholms slott. Elsa Nilsson är begravd på Huddinge kyrkogård.